# O. E. Hasse
O. E. Hasse (de nom complet Otto Eduard Hasse) est un acteur allemand né le 11 juillet 1903 à Obersitzko, arrondissement de Samter et mort le 11 septembre 1978 à Berlin-Ouest. Il a connu le succès à partir du début des années 1950 grâce au film Le Traître d'Anatole Litvak .

## Biographie
Fils d'un forgeron, il entame des études de droit mais les abandonne pour devenir comédien. Il apprend l'art dramatique au Deutsches Theater de Berlin puis entame une carrière au théâtre et au cinéma. Mobilisé pendant la Seconde Guerre mondiale, il sert dans la Luftwaffe et est légèrement blessé. Il reprend ensuite sa carrière sur scène et à l'écran. Après-guerre, il participe à divers films américains qui lui permettent de se faire connaître du public international. On le voit notamment dans La Loi du silence d'Alfred Hitchcock, où il interprète le rôle de l'assassin, et dans Voyage au-delà des vivants avec Clark Gable et Lana Turner.
Il est membre du jury présidé par Robert Aldrich à la Berlinale 1959.
Depuis 1981, l'Académie des arts de Berlin décerne annuellement un Prix O.E. Hasse.

## Filmographie

### Cinéma
- 1924 : Le Dernier des hommes : petit rôle (non crédité)
- 1926 : Kreuzer Emden : English Officer
- 1932 : Un drame à quatre sous (Peter Voss, der Millionendieb) : 2e agent immobilier
- 1933 : Muß man sich gleich scheiden lassen : Ein Friseur
- 1934 : Der verhexte Scheinwerfer : der Geschäftsführer
- 1934 : Die vertauschte Braut
- 1934 : Klein Dorrit
- 1935 : Knockout - Ein junges Mädchen, ein junger Mann
- 1935 : Ein ganzer Kerl : Manfred Bolle, Sohn
- 1935 : Der Gefangene des Königs : Von Zilchow
- 1936 : Der ahnungslose Engel : Kornitzki
- 1936 : Der schüchterne Casanova : Schnellhase, Reklamechef
- 1936 : Die große und die kleine Welt
- 1937 : So weit geht die Liebe nicht : Friseur Hübner
- 1941 : Der Selbstmörder - Ins Grab kann man nichts mitnehmen (2. Fassung) : Begerow
- 1941 : Stukas : Oberarzt Dr. Gregorius
- 1941 : Illusion de Victor Tourjanski : Peter Wallbrecht
- 1942 : Rembrandt
- 1942 : Die Entlassung : Baron von Heyden
- 1942 : Dr. Crippen an Bord : Prof. Morrison
- 1943 : Gefährtin meines Sommers : Gerhard Morton, Angelikas Verlobter
- 1943 : Der ewige Klang : Impressario Grundmann
- 1943 : Geliebter Schatz : Rechtsanwald
- 1944 : Der große Preis : Kommissar Wegener
- 1944 : Der Täter ist unter uns : Dr. Kauper
- 1944 : Komm zu mir zurück
- 1944 : Philharmoniker : Urdol, Konzertagent
- 1948 : Ballade berlinoise : Der Reaktionär
- 1949 : Anonyme Briefe : Alexander Petershagen
- 1950 : La Ville écartelée : Stieber
- 1950 : Épilogue - Le mystère de l'Orplid : Chefredakteur Mannheim
- 1951 : Le Traître (Decision before Dawn) d'Anatole Litvak : Col. Von Ecker
- 1952 : Der große Zapfenstreich : Rittmeister Graf Ledenburg
- 1953 : La Loi du silence d'Alfred Hitchcock : Otto Keller
- 1953 : La Dernière Valse : Prinz Paul
- 1953 : Wenn am Sonntagabend die Dorfmusik spielt : Bruckner
- 1953 : Lachkabinett
- 1954 : Voyage au-delà des vivants : Col. Helmuth Dietrich
- 1954 : L'Amiral Canaris : Adm. Canaris
- 1955 : Above Us the Waves : Captain of the Tirpitz
- 1955 : 08/15 s'en va-t-en-guerre : Oberstleutnant von Plönnies
- 1955 : Rendez-moi justice : Peter Hansen
- 1955 : 08/15 Go Home : Generalmajor v. Plönies
- 1956 : Kitty à la conquête du monde : Sir William Ashlin
- 1957 : Les Aventures d'Arsène Lupin : Kaiser Wilhelm II
- 1957 : Sait-on jamais... : Eric von Bergen
- 1957 : Die Letzten werden die Ersten sein : Ludwig Darrandt
- 1957 : Les Espions : Hugo Vogel
- 1957 : Der gläserne Turm (de) : Robert Fleming
- 1958 : Le Médecin de Stalingrad : Dr. Fritz Böhler, Stabsarzt
- 1958 : La Muselière (en) : Staatsanwalt Herbert von Treskow
- 1958 : Solange das Herz schlägt : Dr. Hans Römer
- 1960 : La Profession de Madame Warren : Sir Crofts
- 1960 : Au voleur ou L'Affaire Nabob : Le Nabab
- 1961 : Die Ehe des Herrn Mississippi : Florestan Mississippi
- 1962 : Das Leben beginnt um acht : Mac Thomas
- 1962 : Les Liaisons douteuses : Dr. Schön
- 1962 : Le Caporal épinglé : Le voyageur ivre dans le train
- 1963 : Le Vice et la Vertu : General von Bamberg
- 1964 : Les Rayons de la mort du Dr. Mabuse : Prof. Larsen
- 1965 : Trois chambres à Manhattan : Hourvitch
- 1972 : État de siège : Carlos Ducas
- 1974 : L'età della pace
- 1975 : Eiszeit : Vieillard

### Télévision
- 1977 : Le Renard : Karst (V.F. : Yves Rénier) (saison 1, épisode 8 : Faillite (Konkurs))